# Culicoides wandashanensis
Culicoides wandashanensis är en tvåvingeart som beskrevs av Wang och Liu 1999. Culicoides wandashanensis ingår i släktet Culicoides och familjen svidknott.
Artens utbredningsområde är Heilongjiang (Kina). Inga underarter finns listade i Catalogue of Life.